# Brachymeria separata
Brachymeria separata är en stekelart som först beskrevs av Walker 1862.  Brachymeria separata ingår i släktet Brachymeria och familjen bredlårsteklar. Inga underarter finns listade.